# 李守真
李守真（1912年—1990年），男，直隶（今河北）深泽人，中华人民共和国政治人物，曾任天津市政协副主席。